# Lepeophtheirus pectoralis
Lepeophtheirus pectoralis är en kräftdjursart som först beskrevs av Otto Friedrich Müller 1776.  Lepeophtheirus pectoralis ingår i släktet Lepeophtheirus och familjen Caligidae. Arten är reproducerande i Sverige. Inga underarter finns listade i Catalogue of Life.